# ويليام الثالث ملك صقلية

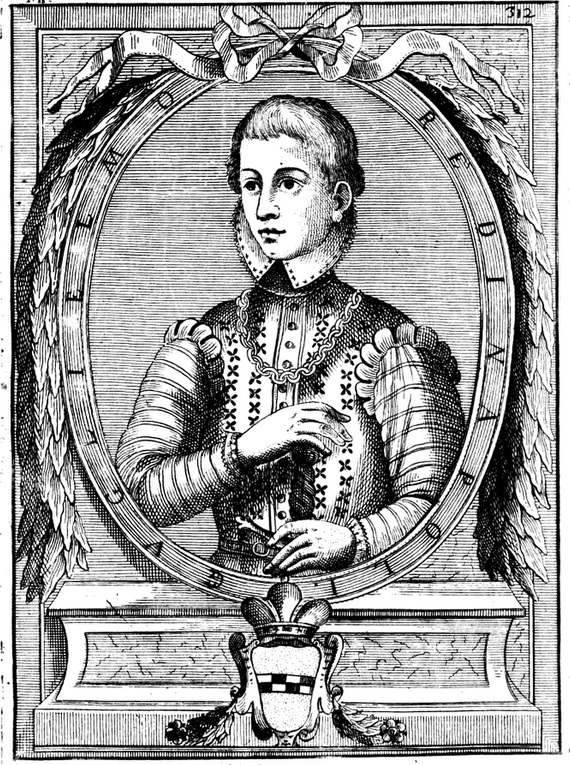
ويليام الثالث.

ويليام الثالث (1190-1198) كان ملك صقلية لعشرة أشهر في عام 1194.